# Чемпіонат Спліта з футболу 1920
Чемпіонат Спліта з футболу 1920 — перший футбольний турнір в Спліті, що був організований Сплітською футбольною асоціацією. Участь у змаганнях взяли п'ять команд, а чемпіоном стала команда «Юг». «Юг» в очному поєдинку переміг з рахунком 1:0 лідера місцевого футболу «Хайдук», що й вирішило долю турніру. 

## Підсумкова турнірна таблиця
|    | Команди  | М | В | Н | П | ГЗ | ГП | Р   | О |
| -- | -------- | - | - | - | - | -- | -- | --- | - |
| 1. | «Юг»     | 4 | 3 | 1 | 0 | 7  | 0  | +7  | 7 |
| 2. | «Хайдук» | 4 | 3 | 0 | 1 | 18 | 1  | +17 | 6 |
| 3. | «Ускок»  | 4 | 2 | 1 | 1 | 4  | 4  | 0   | 5 |
| 4. | «Спліт»  | 4 | 2 | 1 | 1 | 4  | 4  | 0   | 5 |
| 5. | «Борац»  | 4 | 1 | 0 | 3 | 4  | 13 | -9  | 2 |

## Склад чемпіона
«Юг» (орієнтовний основний склад): Марін Браєвич - Шпиро Злодре-Кефер, Анте Іванчич - Йосип Фінчі, Анте Кесич, Бальдо Вукасович - Йосип Мартич, Анте Малада, Тома Мадірацца, Іво Беневоллі, Вінко Бего.  

## Найкращий бомбардир
|    | Гравець       | Команда  | Голів |
| -- | ------------- | -------- | ----- |
| 1° | Нікола Газдич | «Хайдук» | 11    |